# 주정 (전한)
주정(周定, ? ~ 기원전 184년)은 전한 초기의 군인이다. 개국공신 서열 44위로 위기후(魏其侯)에 봉해졌다.

## 행적
패(沛) 땅에서 사인(舍人)으로써 종군하였고, 낭중(郞中)이 되어 한나라에 들어가 주신후(周信侯)에 봉해졌다. 삼진(三秦)을 평정한 후 낭중기장(郞中騎將)이 되었고, 동성(東城)에서 항우를 친 공로로 위기후에 봉해지고 식읍 1,000호를 받았다.
고후 4년(기원전 184년)에 죽으니 시호를 장(莊)이라 하였고, 작위는 아들 주간이 이었다.

## 출전
- 사마천, 《사기》 권18 고조공신후자연표(高祖功臣侯者年表)
- 반고, 《한서》 권16 고혜고후문공신표(高惠高后文功臣表)